# Новоскелеватка
Новоскелеватка (укр. Новоскелюватка) — село в Баштанском районе Николаевской области Украины.
Население по переписи 2001 года составляло 99 человек. Почтовый индекс — 56010. Телефонный код — 5164. Занимает площадь 0,853 км².

## Местный совет
56010, Николаевская обл., Баштанский р-н, с. Кашировка, ул. Алхимова, 2